# Justinianòpolis (Àfrica)
Justinianòpolis (llatí Iustinianopolis) fou una ciutat de l'Àfrica romana que anteriorment es va dir Hadrumetum. El nom li fou donat pels romans d'Orient en honor de l'emperador Justinià I, quan va reconquerir l'Àfrica als vàndals.
Correspon a la moderna Sussa a Tunísia.